# Ursjön, Södermanland
Ursjön är en sjö i Flens kommun i Södermanland och ingår i Nyköpingsåns huvudavrinningsområde.